# Rhodacarus calcarulatus.
Rhodacarus calcarulatus. är en spindeldjursart som beskrevs av Berlese 1920. Rhodacarus calcarulatus. ingår i släktet Rhodacarus och familjen Rhodacaridae. Inga underarter finns listade i Catalogue of Life.